# Bodega Aurrerá
Bodega Aurrerá er en supermarkedskæde i Mexico som var tidligere ejet af Almacenes Aurrerá men er nu en del af Wal-Mart. Navnet Bodega Aurrerá blev første gang benyttet i 1970.

## Links
- Officiel hjemmeside